# The Sandman (luchador)
James Fullington (16 de junio de 1963), más conocido como The Sandman, es un ex-luchador profesional estadounidense, conocido mundialmente por su carrera en la Extreme Championship Wrestling, donde era llamado "The Hardcore Icon".
Dentro de sus logros destaca haber sido cinco veces Campeón mundial, al haber obtenido en 5 ocasiones el ECW World Heavyweight Championship su primer reinado como El Campeón Eastern Championship Wrestling de la National Wrestling Alliance (NWA ECW Heavyweight Championship)

## Carrera

### Inicios
Jim Fullington comenzó su carrera como luchador profesional en la promoción de Filadelfia, Tri-State Wrestling Alliance usando el nombre de Mr. Sandman, siendo su mánager Peaches.
Jim tiene tres hijos y se casó en 1983 en Minnesota.

### Extreme Championship Wrestling (1992-1999)
En abril de 1992 llegó a la Eastern Championship Wrestling, la precursora de la Extreme Championship Wrestling, cambiando su nombre a The Sandman. Luego de un período en que el gimmick de Sandman era de un corredor de tabla (surfista), Tod Gordon sugirió que Fullington canalizara su propia personalidad en su personaje. Fullington siguió la sugerencia y evolucionó en el Extreme Icon, Sandman, a duro, abrasivo, antisocial brawler que fumaba cigarrillos y tomaba cervezas mientras se dirigía al ring, y algunas veces durante la lucha, a menudo golpeándose en la frente y causándose cortes el mismo. Como The Sandman, Fullington usaba un Singapore cane en el ring durante su feudo en 1994 con Tommy Cairo.
El personaje es frecuentemente comparado con el personaje de Steve Austin asumido en 1997. A lo largo de su entrada hacia el ring, Sandman, típicamente prefería acercarse o cruzar por la audiencia, a veces compartiendo las cervezas con los fanes, teniendo una clara apróximación a la popular canción que usaba como música de entrada, interpretada por Metallica, "Enter Sandman" cuyas estrofas eran coreadas durante su entrada.
Como muchos luchadores de la ECW, el Sandman, tenía un estilo de lucha que incluía armas, puliendo su personaje de luchador de bares. Al paso de los años, ha participado en luchas clásicas destacadas por su sangre, el uso de sillas, escaleras, mesas, "Singapore canes" y alambres de púas.

### World Championship Wrestling (1999)
En 1999, fue contratado por la World Championship Wrestling (WCW). Su primera aparición en una "promo" incluía a Raven como un mimado chico rico y Fullington como su amigo, pero el plan original de debutar bajo este gimmick fue dejado de lado, debido a la negativa del público. Él, luego tuvo su debut, bajo el nombre de Hak. Muchos creen que este nombre deriva de un apodo personal que ha tenido por mucho tiempo, "Hack" (tajos), si bien las especulaciones siguen, ese nombre se le dio, debido a que Eric Bischoff consideraba a los luchadores hardcore (violentos) eran una especie de "wrestling hacks".
En su poco tiempo en WCW, Hak estuvo envuelto en un feudo con sus excompañeros de ECW Raven, Bam Bam Bigelow, y la hermana de Raven (kayfabe) Chastity, con quien desarrolló una relación en cámaras, luego que ella (traicionara a Raven.
Su presencia sirvió para ayudar a la división violenta (hardcore) de WCW. WCW empezó a promocionar la lucha libre hardcore dentro de su producción, utilizando a luchadores como Hak y Bam Bam Bigelow.

### Extreme Championship Wrestling (1999-2001)

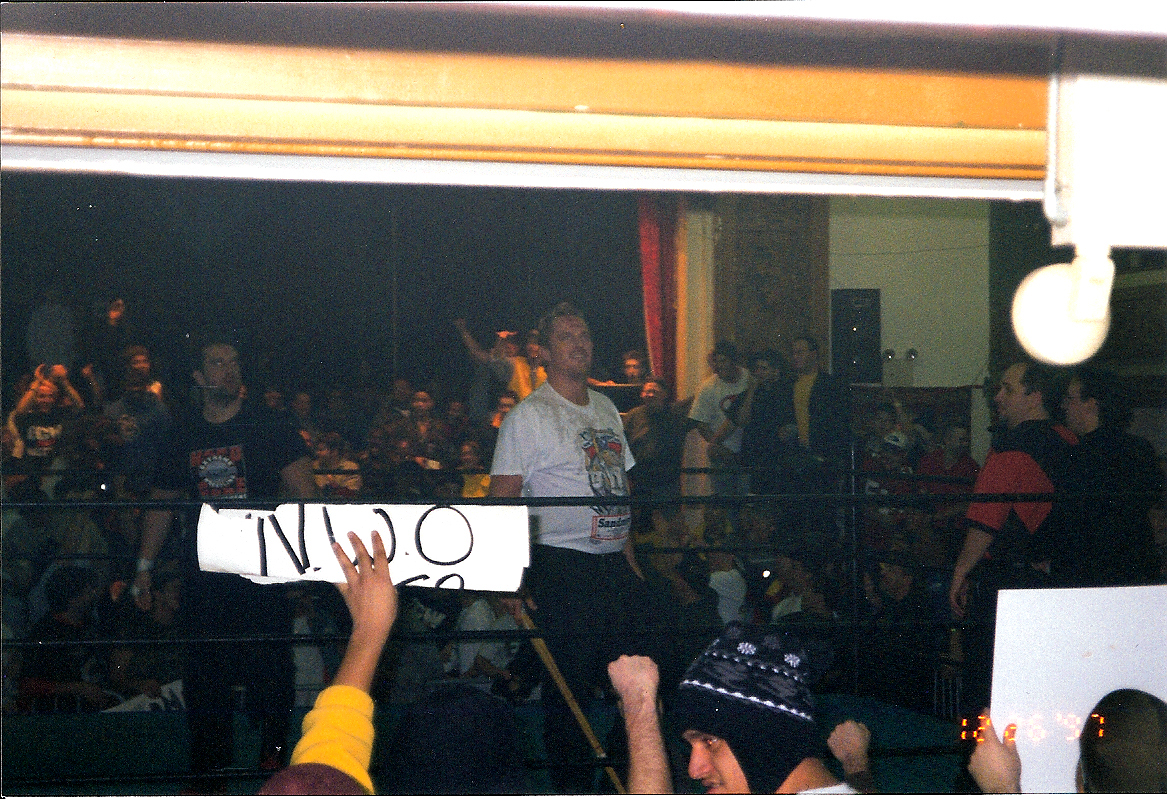
Sandman junto con Dreamer en la vieja ECW.

Luego de dejar WCW finalizando 1999, The Sandman regresó a ECW, trabajando con la compañía hasta su final en marzo de 2001. El 7 de enero de 2001, en el último evento pay-per-view (pago por visión) de ECW: Guilty as Charged en el Hammerstein Ballroom de Nueva York, The Sandman ganó su 4.º Campeonato Mundial Peso Pesado de la ECW en una triple amenaza con el entonces campeón Steve Corino y Justin Credible. Sin embargo; luego de que Sandman ganara el título, el entonces Campeón Mundial de la Televisión Rhino salió al ring y retó al Sandman a una lucha por el título en ese momento y lugar. Sandman aceptó el reto de Rhino y luego de un poco más de 60 segundo, Rhino venció al Sandman convirtiéndose en el campeón Mundial Peso Pesado de la ECW, con solo 25 años, unificando ambos títulos.

### Xtreme Pro Wrestling (2001-2002)
Luego de que se cerrara ECW, The Sandman luchó por Xtreme Pro Wrestling (XPW) por un tiempo. Mientras estuvo ahí ganó el Campeonato Mundial Peso Pesado de XPW una vez, venciendo a Johnny Webb, y también el XPW King of the Deathmatch Championship. En algunas ocasiones, Sandman, estuvo acompañado en el ring por el WCW valet Tylene Buck.

### Total Nonstop Action Wrestling (2002-2003)
Finalizando el 2002 y empezando el 2003, The Sandman estuvo trabajando con Total Nonstop Action Wrestling (TNA), juntándose con otros exluchadores de ECW como Justin Credible y Raven y también con New Jack y Perry Saturn para formar el stable (equipo) conocido como la Extreme Revolution (Revolución Extrema).

### World Wrestling Entertainment (2005-2007)

#### Inicios
Sandman hizo su debut en la World Wrestling Federation en 1996, en el PPV In Your House: Mind Games en Filadelfia donde él y un número importante de estrellas de ECW causaron (kayfabe) disturbios en la zona del ring. Este evento marcó el inicio de las relaciones de trabajo (en el aire) entre la WWF de Vince McMahon y la ECW de Paul Heyman, y eventualmente promocionando a la ECW, apareciendo el 24 de febrero de 1997 en el programa Monday Night RAW de la WWF.
En el 2005, Sandman participó en el "ECW reunion show Hardcore Homecoming" contra su rival de mucho tiempo, Raven. Dos noches después, apareció en el PPV ECW One Night Stand producido por la WWE, haciendo pareja con Tommy Dreamer para enfrentarse contra los The Dudley Boyz. En la lucha se pudo ver al Sandman y a Dreamer perder contra los Dudleys luego que Dreamer recibió un bombazo a través de una mesa prendida en fuego. El final de la lucha fue el momento cumbre, con el Sandman gritando: "He needs help. I need beer" (Él necesita ayuda. Yo necesito cerveza).

#### 2006

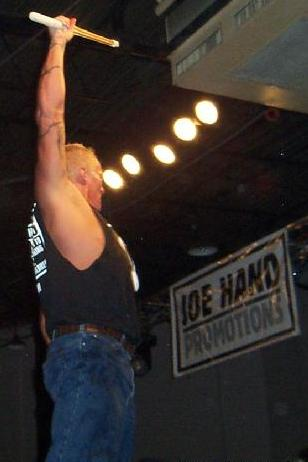
The Sandman en ECW en junio de 2006.

En el 2006, previo al evento ECW One Night Stand, The Sandman hizo numerosas apariciones promocionales en la programación de la WWE, primero apareciendo, junto con otras estrellas de ECW, en RAW atacando a John Cena. Luego, dos noches después, en el especial WWE vs. ECW Head to Head, participando en una Batalla Real, en la que él fue el último "ECW Original" (luchador original de la antigua ECW) en ser eliminado. En One Night Stand, luego de que Eugene hizo su aparición en el ring para leer un poema expresando su amor a la ECW, Sandman salió con su Singapore Cane y golpeó a Eugene. Sandman recibió una gran reacción por parte de los fanes en One Night Stand, pero sus actos fueron desmerecidos y reprochados por Jim Ross y Jerry Lawler en la noche siguiente en RAW, haciéndolo un heel en RAW pero un face en ECW.
El 13 de junio de 2006, WWE relanzó oficialmente ECW como una marca igual a RAW o SmackDown! con su propio show en el canal Sci Fi. En la nueva ECW, Sandman fue usado durante las primeras semanas como un personaje que salía de la multitud cuando un personaje ajeno al estilo de la ECW estuviera fastidiando a la audiencia. Cuando el personaje tenía algunos minutos para hablar, el Sandman aparecía y destruía a dicho personaje con su Singapore Cane (similar al palo de Kendo), frecuentemente terminando la "lucha" con su movida personal, White Russian Legsweep.
Este personaje se intensificó cuando Sandman confrontó al luchador Mike Knox, mientras este intentaba para a su novia exhibicionista, Kelly Kelly, en medio de su exposê strip show (show de desnudo) semanal. El Sandman se enfrascó en un feudo con Knox y, en algún momento haciendo pareja con otro luchador original de la antigua ECW, Tommy Dreamer, para mantener un feudo con Knox y Test que simbolizaba la visión original de la ECW (Sandman y Dreamer) contra la "nueva" visión de la ECW (Knox y Test). Al mismo tiempo en que Sandman estaba enfeudado con Test y Knox, el debutante Matt Striker se cruzó de mala manera con Sandman, e iniciaron un segundo feudo.

#### 2007
Desde entonces, el Sandman tuvo varias apariciones cortas, principalmente llegando por entre la gente y golpeando con su vara de kendo cada vez que una injusticia o idea contradictoria a la antigua ECW ocurriera. Luego de ser brevemente incluido en un feudo con Elijah Burke, formó parte del stable (equipo) de los ECW Originals y se enfrazcaran en un feudo con la New Breed. El 1 de abril de 2007 en WrestleMania 23 hizo equipo con RVD, Sabu, y Dreamer venciendo a Marcus Cor Von, Burke, Striker, y Kevin Thorn. El 16 de mayo, Sabu terminó su contrato con la WWE y un poco después Rob Van Dam se retiraba de la WWE, dejando al Sandman y Tommy Dreamer solos en el feudo contra la New Breed. Sin embargo, Sandman y Dreamer hicieron equipo con CM Punk en muchas ocasiones, en su feudo contra la New Breed. En la edición del 4 de junio de ECW, Sandman, Tommy Dreamer y Balls Mahoney se enfrentaron a Bobby Lashley en una lucha violenta en desventaja: 3 contra 1, en la que fueron vencidos.
El 17 de junio de 2007, Sandman fue movido a la marca RAW por medio del "Draft". En la edición del 18 de junio de 2007 de RAW, Sandman debutó, yendo por Carlito con su Singapore Cane, luego que Carlito dijera algunas cosas sobre el Sandman y lo que este podría aguantar, pero Carlito se escapó rápidamente. En la edición del 2 de julio de 2007 de Raw, Sandman tuvo su primera lucha en Raw, contra Carlito. Carlito ganó la lucha por descalificación luego que el Sandman lo atacará con su Singapore Cane en respuesta a que Carlito quisiera usarla primero contra él, a la semana siguiente ocurrió algo parecido, al ser vencido de la misma forma contra William Regal, luego en el evento The Great American Bash él fue vencido por Carlito  en una Singapore on Pole-Cane match, a la semana siguiente el pierde una Lucha por relevos entre el y "Hacksaw" Jim Duggan ante William Regal y Carlito, un tiempo después el participa en una Batalla Real por ver quien saldría como nuevo Gerente General de Raw, donde el Gana, o eso parecía ya que William Regal se mete injustamente y lo hecha del Ring (el público reclamo que no se tomara eso en cuenta), luego el 10 de septiembre el lucha contra Santino Marella donde gana por descalificación, después de que Santino Marella lo atacara con la Singapure-Cane.
El 11 de septiembre, la WWE, a través de su página web, hizo pública la liberación del contrato del Sandman.

### Luego de la WWE (2007 - 2009)

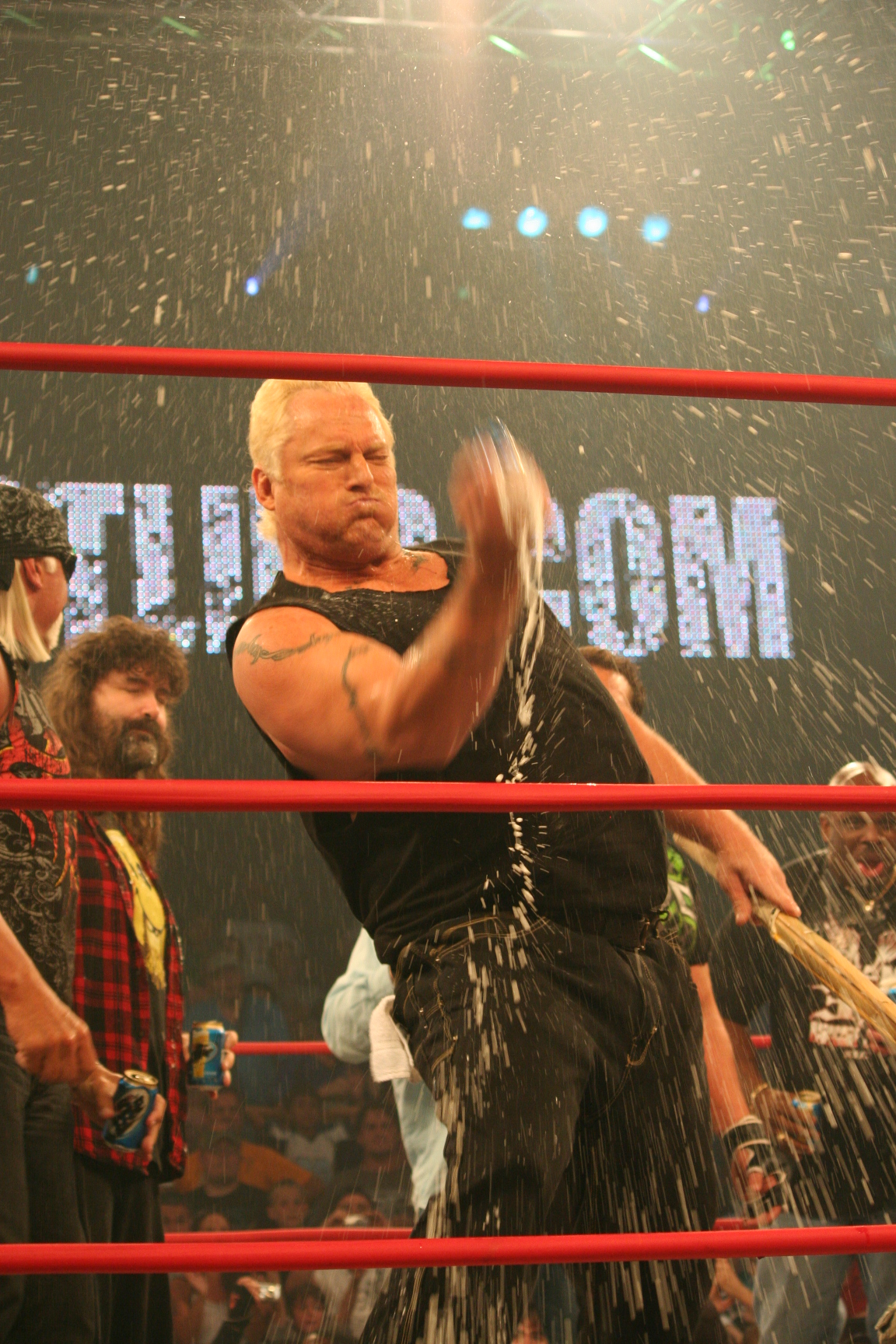
Sandman en su retorno en TNA en julio de 2010

Luego de ser liberado por la WWE, el Sandman hizo oficial su retiro del ring, y queda marcado como una leyenda de la lucha libre profesional.
El 8 de agosto de 2009 hizo una presentación en la Arena López Mateos en Tlalnepantla de Baz, Estado de México contra el luchador mexicano L.A. Park.

### Circuito independiente (2007–presente)
The Sandman apareció en la IWA Mid-South 's Ian Rotten Retiro Mostrar en Plainfield, Indiana el 7 de diciembre de 2007 en un esfuerzo por perder a Drake Younger . La noche siguiente, en Elizabeth, Pensilvania, en A Call to Arms 4: Chaos controlado del Cartel de lucha internacional , Sandman derrotó a Dennis Gregory en un combate de jaula de acero para capturar el Campeonato de peso pesado de la IWC. La noche siguiente, después de eso, compitió en el programa debut de Firestorm Pro Wrestling, Destroy Erase Improve, en un partido contra Samoa Joe que perdió. El 3 de enero de 2008, en el evento de lucha contra todo el entretenimiento de acción Crucifijo Bombardeo 2008Sandman derrotó a 'The Raging Rhino' Hans Wilkshire en un Hardcore Match para ganar el vacante Campeonato Americano de Peso Pesado AEAW y el AEAW Hardcore Wrestling Championship. El 19 de abril de 2008, apareció en el super show de 1PW, 'Know Your Enemy 2008', en un esfuerzo por perder a Damned Nation en un partido de 8 hombres, donde se unió a El Ligero y Bubblegum (Hubba Bubba Lucha) y Repartidor de hielo. El Sandman luego participó en un especial de No Limit Wrestling, en el que participó en un combate por equipos, en el que él y su compañero, Joe E. Legend , derrotaron a Test y Chris Masters después de que un bastón de Sandman permitió a Legend hacer el pin. 
En octubre de 2008, Sandman anunció a través de un boletín publicado por su cuenta oficial de MySpace que se retiraría de la lucha profesional en las próximas semanas. El boletín indicaba que Sandman tiene que cuidar a un niño de dos meses y una novia, por lo que siente que es hora de dejar el negocio de la lucha libre después de una carrera de más de 20 años. El boletín también señaló que todavía estaría aceptando reservas en las próximas semanas y que su fecha oficial de jubilación se anunciaría pronto. 
Sandman apareció en la convención de Armageddon en Auckland , Nueva Zelanda, luchando por Impact Pro Wrestling entre el 25 y el 27 de octubre de 2008. Derrotó a Joseph Kinkade en su primer partido y The Machine en su segundo partido, ambos con el White Russian Legsweep. Luego se asoció con el titular del Campeonato de peso pesado de IPW Nueva Zelanda, "The Deal", Dal Knox en un combate de etiqueta contra Kinkade y The Machine, que vio a Knox llevarse la victoria con un Knox Out en Kinkade. Sandman apareció en Lonestar Bar & Grill en Temple, Texas, el 13 de julio de 2009, luchando por la Nueva Federación Escolar. Estaba en un partido de Tag Team con el campeón de la NSF Ryan Genesis contra el equipo de The Fringe Connection (Myke Fyre y Caribbean Tiger) en un partido NO-DQ. Génesis anotó el pinfall con la ayuda de Sandman armado con un bastón de Singapur. El 1 de agosto, Fullington hizo una aparición en el Morecambe Carlton para la promoción SPW. Allí, junto con su compañero de ECW, Little Guido, se unieron para enfrentarse al equipo de EGO.
Fullington hizo apariciones con la promoción de Shane Douglas Extreme Rising . Las apariciones de Fullington se centraron principalmente en él haciendo entradas a su tema musical y realizando "salvaciones" para otros luchadores al atacar a sus oponentes. El 2 de febrero de 2013, Fullington hizo una aparición para WWC donde compitió en un partido de 4 vías para el contendiente número 1 en el título puertorriqueño, el partido fue ganado por Apolo. El 21 de junio de 2013, Fullington compitió por Family Wrestling Entertainment, donde compitió en una batalla real que ganó Tommy Dreamer. El 8 de febrero de 2014, Fullington se unió a su hijo Tyler Fullington para derrotar a Riley y Pete Lombardo.
El 25 de octubre de 2014, Fullington y Tommy Dreamer derrotaron a Damien Darling y Danny Demanto. El 2 de julio de 2016, Sandman perdió un partido de jaula ante Sabu, en un partido donde Bill Alfonso era el árbitro. En marzo de 2017, se unió a New Jack y Justin Credible en un esfuerzo ganador en un programa de ECPW.
En noviembre de 2018, Sandman perdió ante Silas Young en el programa de televisión semanal Ring of Honor. En febrero de 2019, Sandman se unió a Tommy Dreamer para enfrentar a Davey Boy Smith Jr. y Brian Pillman Jr. en la Major League Wrestling . Perdieron el partido después de que Dreamer fue atrapado. Durante 2019, The Sandman hizo varias apariciones televisivas esporádicas y participó en un combate para TNA, ahora conocido como Impact Wrestling , como parte de una historia que involucra a Killer Kross y Eddie Edwards.

### Total Nonstop Action Wrestling (2010)
El 27 de julio de 2010, Sandman apareció golpeando a Abyss y Raven en Impact! golpeándolos con su Singapure Cane. En un principio, se planteó incluirle en el stable EV 2.0 en el feudo contra Fortune. Sin embargo, debido a que no se presentó a las grabaciones de televisión, la idea fue desechada y Fullington, despedido.

## En lucha
- Movimientos finales

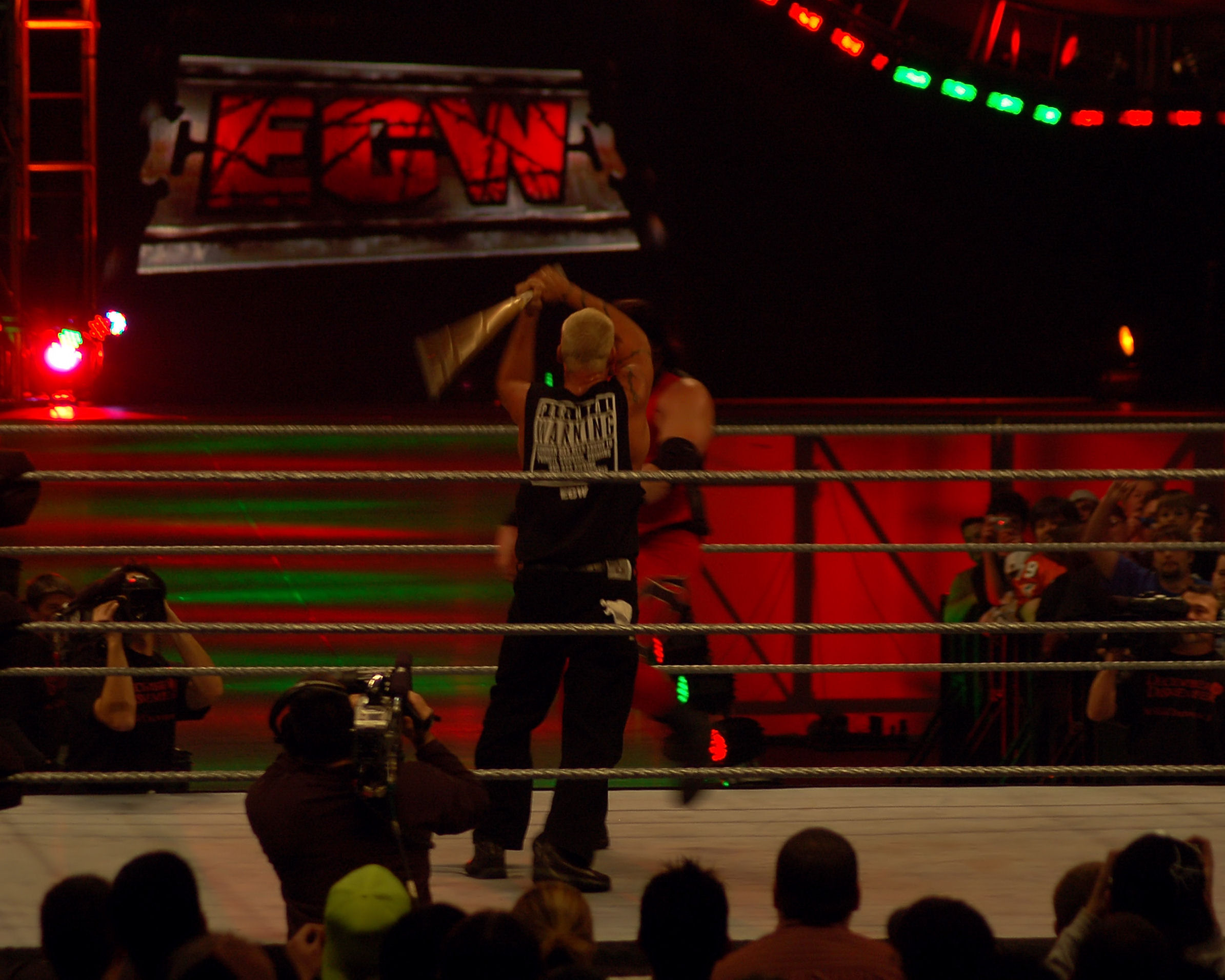
Sandman pegando con su Singapore Cane a Kevin Thorn.

  - White Russian Legsweep (Russian legsweep, usualmente con un caña de bambú en la garganta del oponente)
  - Rolling Rock (Senton bomb, a veces desde una escalera ubicada sobre el pecho de un oponente tumbado en una mesa)
  - DDT, usualmente sobre una silla o un cubo de basura
- Movimientos de firma
  - Bitchin' Leg Drop / Utah Jam (Diving leg drop, a veces a la nuca del oponente)
  - Heineken-rana (Super hurricanrana)
  - Texas piledriver
  - Múltiples Singapore cane shots
  - Bulldog
  - Flapjack
  - Hip Toss
- Managers
  - Lori Fullington
  - Woman
  - Missy Hyatt
  - Beulah McGillicutty
  - Chastity
  - Veronica Caine
  - Allison Danger
  - Tylene Buck
  - G.Q. Money

## Campeonatos y logros
- Extreme Championship Wrestling

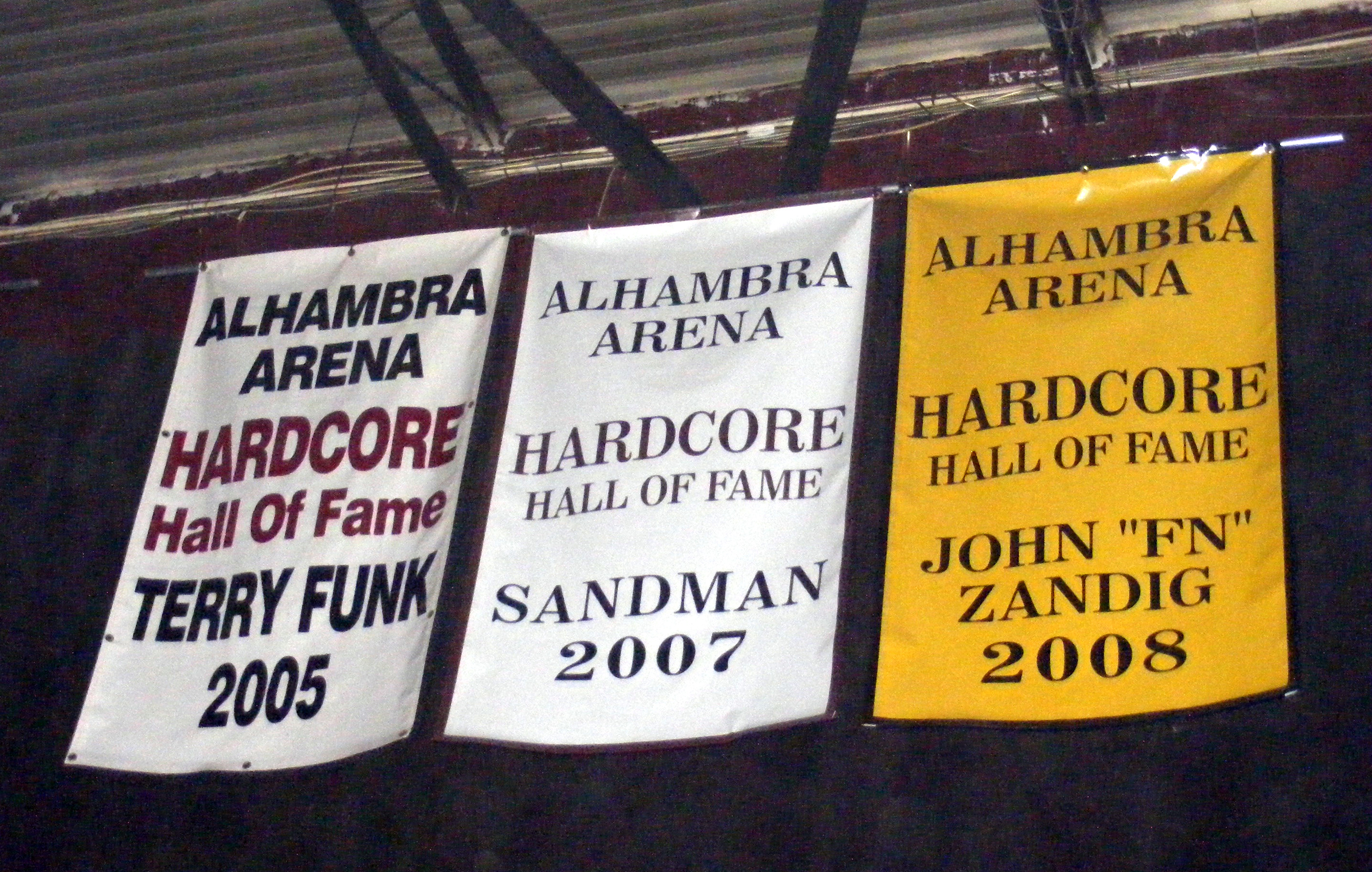
La bandera de Sandman como miembro del Hardcore Hall of Fame 2007.

  - ECW World Heavyweight Championship (5 veces)
  - ECW Tag Team Championship (1 vez) - con 2 Cold Scorpio
  - Hardcore Hall of Fame (Clase del 2007)

- International Wrestling Cartel
  - IWC Heavyweight Championship (1 vez)

- Future of Wrestling
  - FOW Hardcore Championship (1 vez)

- Stars and Stripes Championship Wrestling
  - SSCW Heavyweight Championship (1 vez)

- USA Xtreme Wrestling
  - UXW United States Championship (1 vez)

- Universal Wrestling Federation
  - UWF Universal Heavyweight Championship (1 vez)

- Westside Xtreme Wrestling
  - wXw Hardcore Championship (1 vez)

- Xtreme Pro Wrestling
  - XPW World Heavyweight Championship (1 vez)
  - XPW King of the Deathmatch Championship (1 vez)